# 赤沢八幡野連絡橋
赤沢八幡野連絡橋（あかざわやわたのれんらくきょう）は静岡県伊東市八幡野にある道路橋（廃橋）。

## 概要
1976年（昭和51年）に完成。前後に高低差があり鋼鈑桁のループ橋になっていた。八幡野の山間部の別荘地開発のための工事用道路として建設されたが、別荘地開発の中止に伴って破棄され、撤去もままならず荒れるがままに放置されている。1993年（平成5年）に行政が橋の一部の崩落を確認したことが報告されている。赤沢、伊豆、伊豆高原などの地名を頭につけた廃ループ橋、未完成ループ橋、崩落ループ橋などの通称で知られる。
2024年2月までに橋の銘板が発見され、正式名称が渡辺橋であることが判明した。

## 周辺
- 国道135号東伊豆道路
- 伊豆急行伊豆急行線
- 浮山温泉郷